# Orchestra Hall
Orchestra Hall è una elaborata sala da concerto negli Stati Uniti, che si trova al 3711 di Woodward Avenue a Midtown Detroit, Michigan. La sala è rinomata per le sue proprietà acustiche superiori ed è la sede della Orchestra sinfonica di Detroit (DSO) di fama internazionale, che è la quarta più antica orchestra negli Stati Uniti. Con la creazione di un auditorium annesso per il jazz e la musica da camera nel 2003, l'Orchestra Hall divenne parte del Max M. Fisher Music Center. È stata inserita nel National Register of Historic Places nel 1971.

## Storia
La Detroit Symphony Orchestra aveva già suonato al vecchio Detroit Opera House. Tuttavia, Ossip Gabrilowitsch chiese che la DSO costruisse un auditorium adatto prima di assumere la carica di direttore musicale. La costruzione della Orchestra Hall ebbe inizio il 6 giugno 1919, e fu completata in appena sei mesi.
La sala da 2014 posti, fu progettata dal noto architetto del teatro, C. Howard Crane. Il primo concerto ebbe luogo il 23 ottobre 1919 e la sala rimase la sede della Orchestra sinfonica di Detroit fino al 1939. A causa delle difficoltà finanziarie della Grande depressione, l'orchestra fu costretta a lasciare l'Orchestra Hall ed accontentarsi di una disposizione più economica da condividere con il Teatro del Tempio Massonico. L'Orchestra Hall fu vacante per due anni fino a quando fu rilevata da nuovi proprietari. Per dieci anni l'Orchestra Hall presentò artisti jazz con il nome di Teatro Paradiso, aprendo la vigilia di Natale 1941. Il Paradiso ospitò i musicisti jazz più rinomati, tra cui Ella Fitzgerald, Billie Holiday, Count Basie, e Duke Ellington.

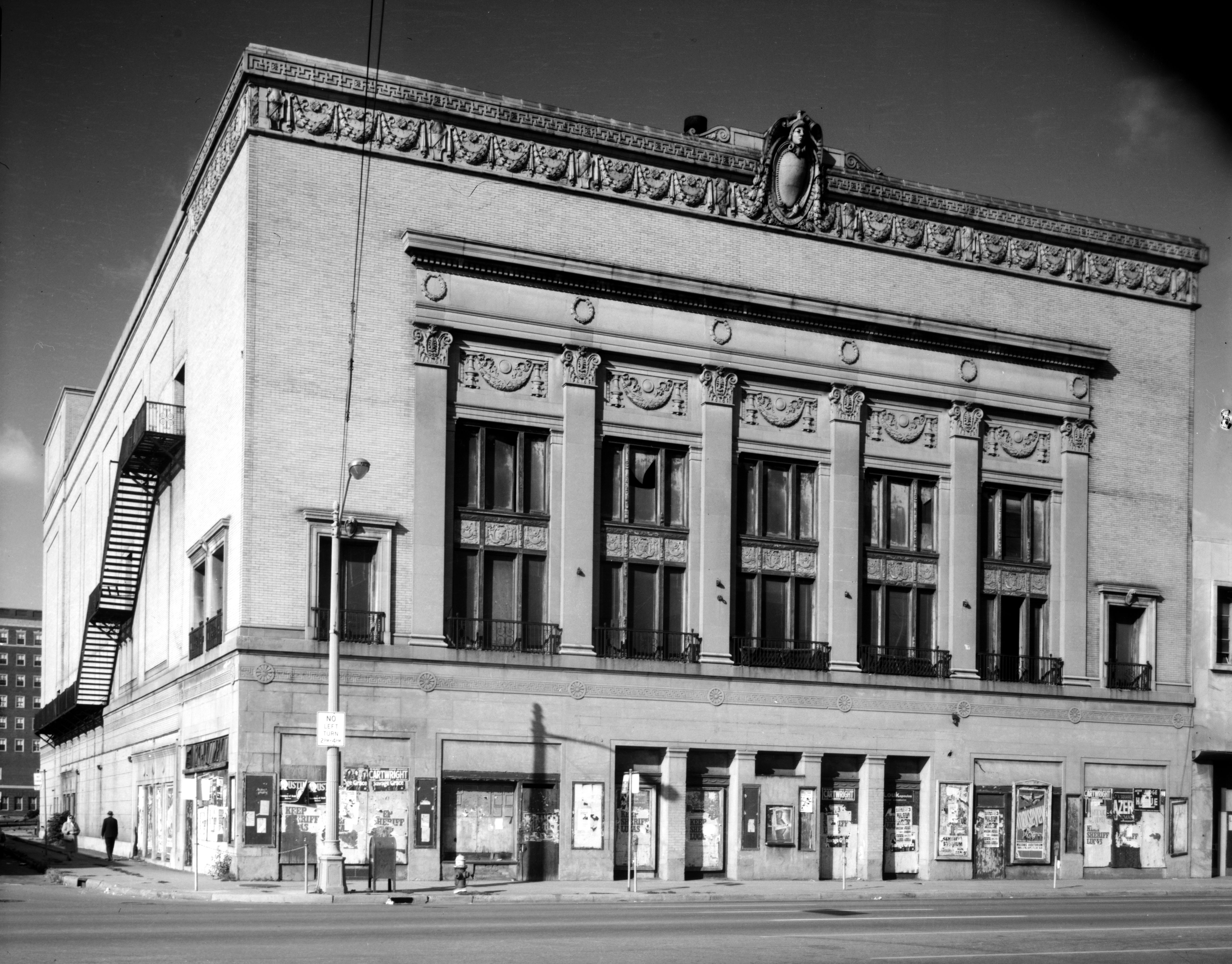
Orchestra Hall in 1970

Il Paradise chiuse nel 1951 e ora l'Orchestra Hall rimase vacante per quasi vent'anni fino a diventare l'oggetto di un piano di ristrutturazione alla fine del 1960. Paul Ganson, il fagottista principale assistente del DSO, guidò un movimento per riscoprire la sala e raccogliere fondi per restaurarla. I lavori di ristrutturazione iniziarono nel 1970 e proseguirono per circa due decenni, al costo di circa 6,8 milioni di $. L'edificio originario richiese lavori di ristrutturazione, tra cui: un nuovo palcoscenico, tutti i posti a sedere nuovi, assicella e gesso (una specie di cartongesso), e il restauro di decorazioni storiche. Tutto il lavoro di restauro fu completato con l'obiettivo di mantenere le finissime proprietà acustiche per cui la sala era storicamente nota. La sala fu inserita nel National Register of Historic Places nel 1971. La DSO è tornato nell'Orchestra Hall nel 1989.
Ulteriori lavori sul la sala furono fatti nei mesi estivi del 2002 e 2003, come parte della creazione del nuovo Max M. Fisher Music Center, o "il MAX", come è conosciuto. I lavori hanno incluso lavori di ristrutturazione della struttura originale così come un ampliamento che ospita le lobby aggiuntive e le aree di accettazione, spogliatoi e impianti di stoccaggio, sala prove e una sede di 450 posti a sedere per le prestazioni più intime.
Il sindaco di Detroit dedica l'annuale discorso sullo Stato della Città all'Orchestra Hall.